# Episodi di Titans (serie televisiva 2018) (quarta stagione)
La quarta e ultima stagione della serie televisiva Titans viene distribuita sul servizio di streaming HBO Max a partire dal 3 novembre 2022 all'11 maggio 2023.
In Italia, la quarta stagione è stata distribuita interamente ed esclusivamente il 25 giugno 2023 su Netflix.
| nº | Titolo originale          | Titolo italiano           | Pubblicazione USA | Pubblicazione Italia |
| -- | ------------------------- | ------------------------- | ----------------- | -------------------- |
| 1  | Lex Luthor                | Lex Luthor                | 3 novembre 2022   | 25 giugno 2023       |
| 2  | Mother Mayhem             | Caos supremo              | 3 novembre 2022   | 25 giugno 2023       |
| 3  | Jinx                      | Jinx                      | 10 novembre 2022  | 25 giugno 2023       |
| 4  | Super Super Mart          | Super Super Mart          | 17 novembre 2022  | 25 giugno 2023       |
| 5  | Inside Man                | Un uomo all'interno       | 24 novembre 2022  | 25 giugno 2023       |
| 6  | Brother Blood             | Fratello sangue           | 1º dicembre 2022  | 25 giugno 2023       |
| 7  | Caul's Folly              | Caul's Folly              | 13 aprile 2023    | 25 giugno 2023       |
| 8  | Dick & Carol & Ted & Kory | Dick e Carol e Ted e Kory | 13 aprile 2023    | 25 giugno 2023       |
| 9  | Dude, Where’s My Gar?     | Dov'è Gar?                | 20 aprile 2023    | 25 giugno 2023       |
| 10 | Game Over                 | Game over                 | 27 aprile 2023    | 25 giugno 2023       |
| 11 | Project Starfire          | Progetto Starfire         | 4 maggio 2023     | 25 giugno 2023       |
| 12 | Titans Forever            | Titans per sempre         | 11 maggio 2023    | 25 giugno 2023       |